# Z0rnig (2024)
Z0rnig (2024) (Eigenschreibweise Z0rnig (2O24)) ist ein Lied des deutschen Rappers Ski Aggu aus dem Jahr 2024.

## Entstehung und Veröffentlichung
Geschrieben wurde das Lied vom Interpreten August Diederich (Ski Aggu) selbst, zusammen mit den Koautoren Moritz Dauner (Dauner) und Berken Dogan (Berky). Letztere beiden zeichneten zudem auch für die Produktion verantwortlich.
Die Erstveröffentlichung von Z0rnig (2024) erfolgte als Single am 26. Januar 2024 bei Vertigo Records. Diese erschien als digitaler Einzeltrack zum Download und Streaming (Katalognummer: 0602465113075). Am 30. August 2024 erschien das Lied als Teil von Ski Aggus dritten Studioalbum Wilmersdorfs Kind (Katalognummer: 00602465775129), dessen erste Singleauskopplung es ist.

## Chartplatzierungen
Z0rnig avancierte nach Friesenjung (Juni 2023) und Liebe Grüße (November 2023) zum dritten Nummer-eins-Hit für Ski Aggu in den deutschen Singlecharts. Darüber hinaus erreichte die Single Chartplatzierungen in Österreich (Rang 12) und der Schweiz (Rang 52).
| ChartsChartplatzierungen | Höchstplatzierung | Wochen |
| ------------------------ | ----------------- | ------ |
| Deutschland (GfK)        | 1 (2 Wo.)         | 2      |
| Österreich (Ö3)          | 12 (1 Wo.)        | 1      |
| Schweiz (IFPI)           | 52 (1 Wo.)        | 1      |